# Anauxesis atrata
Anauxesis atrata är en skalbaggsart som först beskrevs av Louis Alexandre Auguste Chevrolat 1855.  Anauxesis atrata ingår i släktet Anauxesis och familjen långhorningar.
Artens utbredningsområde är:
- Gabon.
- Nigeria.

Inga underarter finns listade i Catalogue of Life.